# Seegut-Semmlersberg
Das Gebiet Seegut-Semmlersberg ist ein vom Regierungspräsidium Stuttgart am 11. März 1999 durch Verordnung ausgewiesenes Naturschutzgebiet auf dem Gebiet der Gemeinde Weissach im Tal im Rems-Murr-Kreis.

## Lage und Beschreibung
Das Naturschutzgebiet Seegut-Semmlersberg liegt im Tal der Weißach zwischen den Ortsteilen Oberweissach und Cottenweiler beidseits der Weissachstraße. Es gehört naturräumlich zum Neckarbecken.
Das Gebiet gilt als einer der letzten größeren Feuchtgebiete im Rems-Murr-Kreis und umfasst Auwald, Röhricht und daran angrenzende Obstwiesen.

## Schutzzweck
Wesentlicher Schutzzweck ist laut Schutzgebietsverordnung „die Erhaltung und Entwicklung des Seeguts als eines der letzten größeren Feuchtgebiete im Rems-Murr-Kreis mit Auwald- und Schilfflächen als Lebensraum für eine artenreiche Flora und Fauna, insbesondere Vögel und Insekten; die Erhaltung und Pflege des angrenzenden Obstwiesenhanges am Semmlersberg als landschaftstypischen und -prägenden, extensiv genutzten und daher ökologisch hochwertigen Streuobstbestand mit alten Obsthochstämmen und als Lebensraum zahlreicher, teils gefährdeter Arten; die Sicherung der wertvollen Biotopkombination Auwald mit Obstwiesenhang; der Schutz beider Teilgebiete wegen der Vielfalt, Eigenart und Schönheit ihrer naturhaften Ausstattung sowie der Erhalt des für den Fuß des Keuperberglandes typischen Landschaftsbildes.“

## Galerie

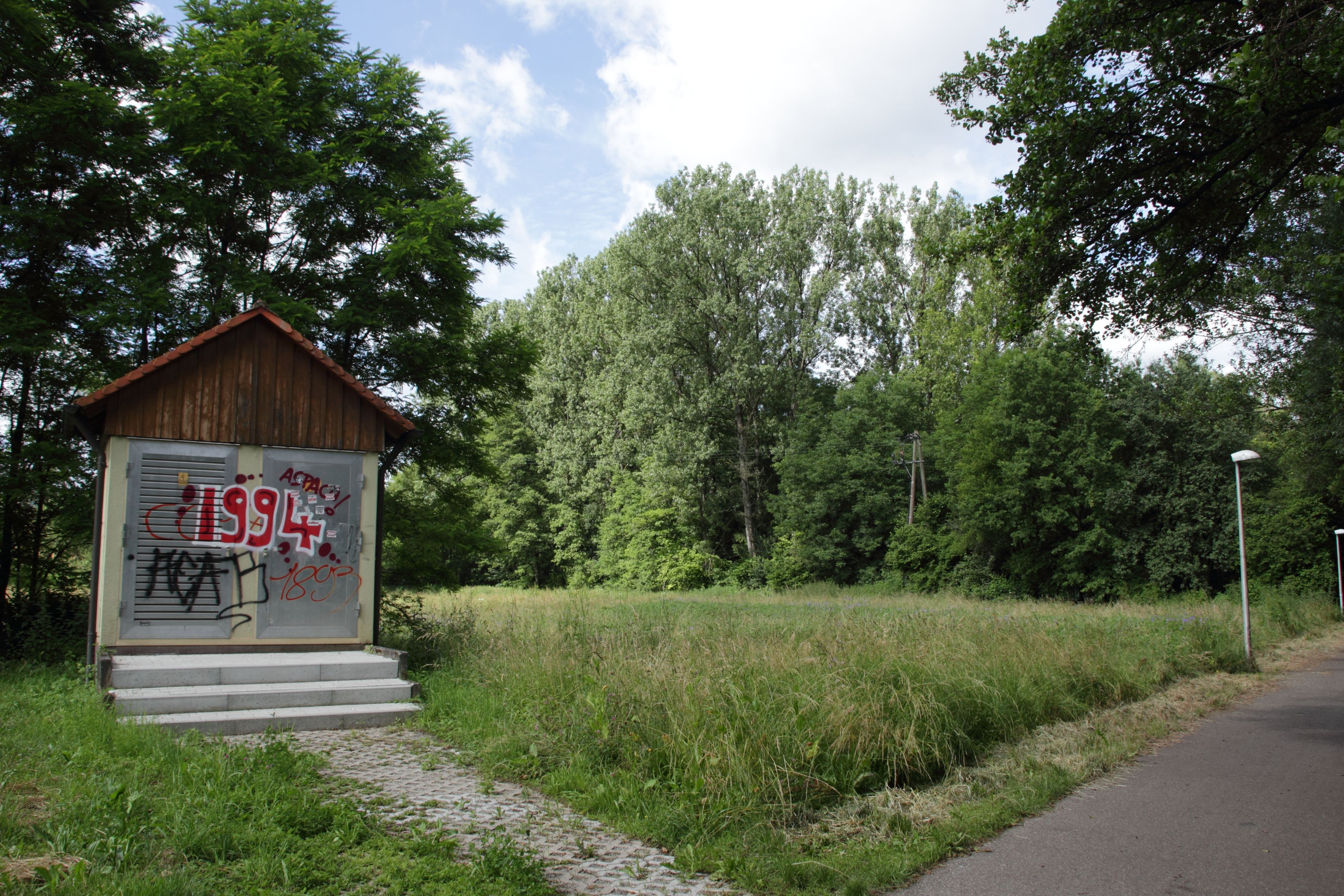
Eingang NSG Seegut-Semmlerberg
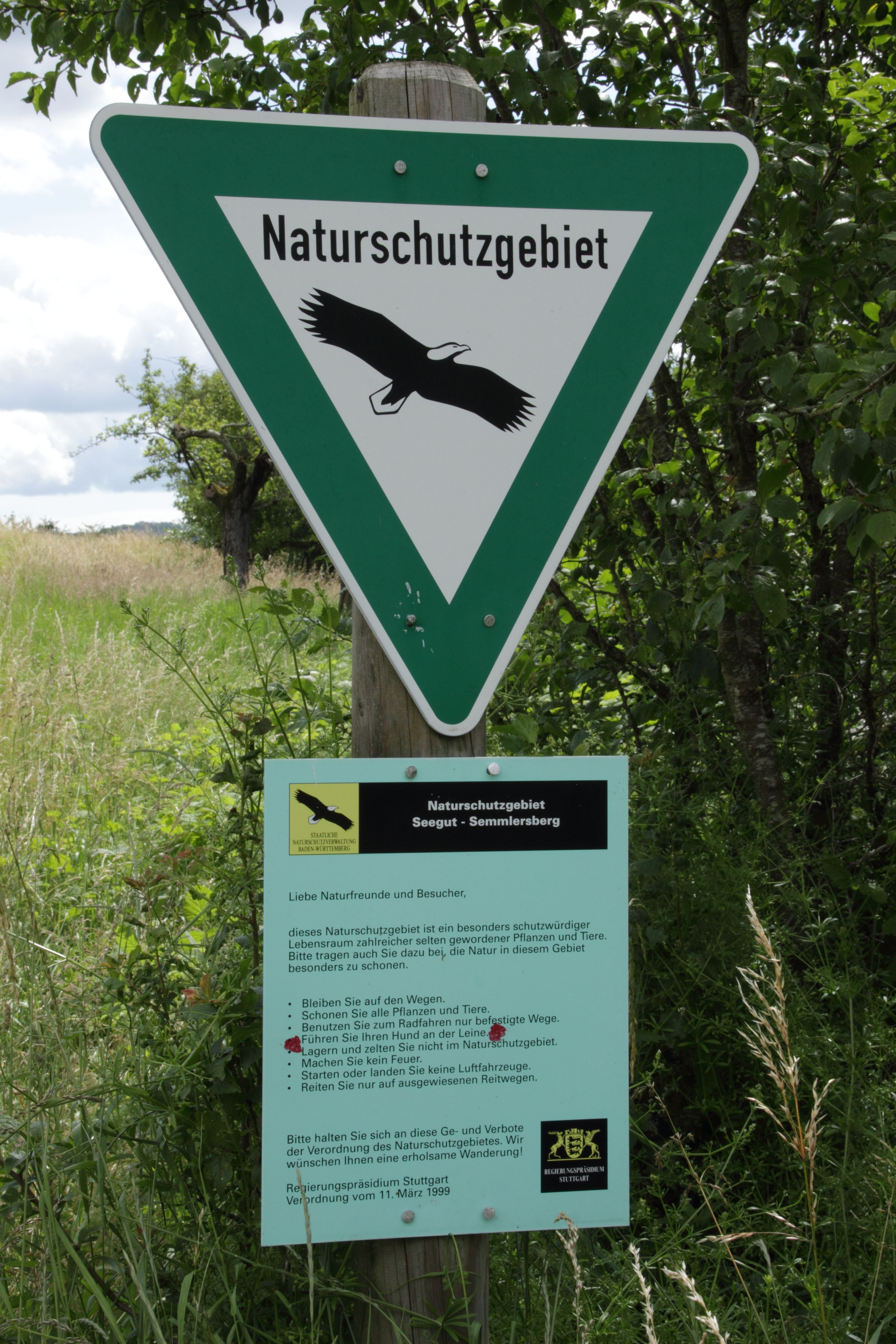
Beschilderung am Semmlerberg oben
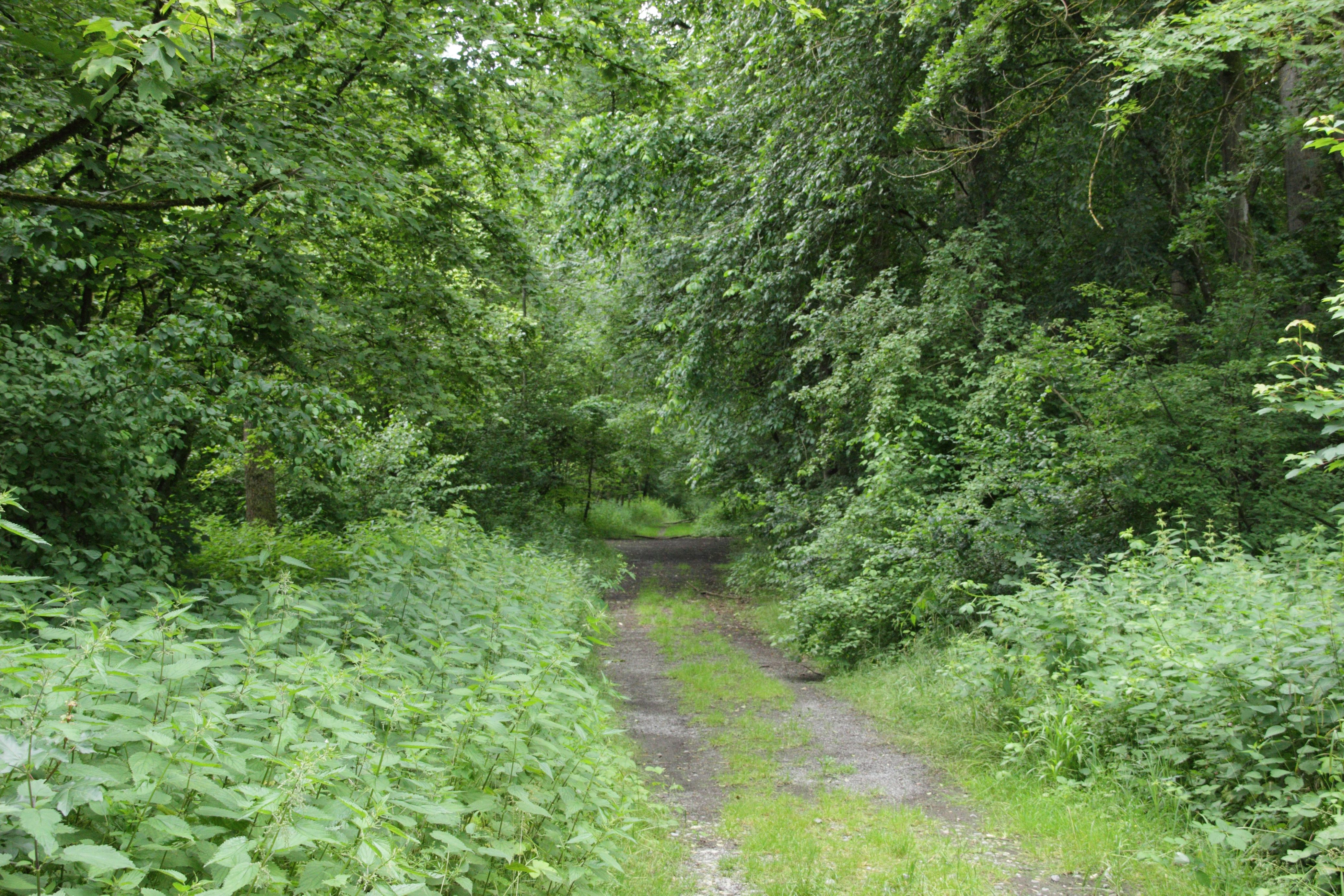
Forstweg im Seegut-Gehölz
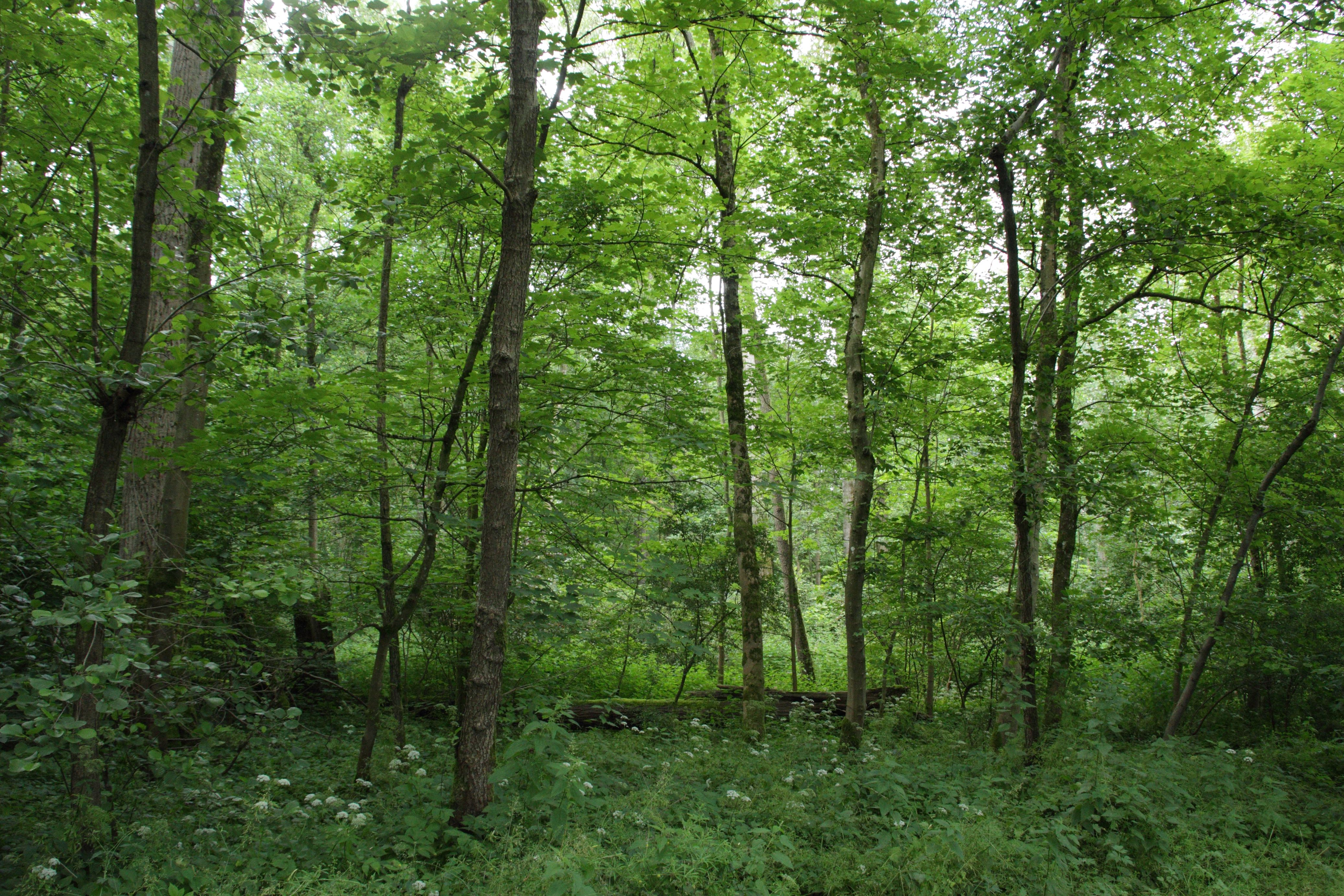
Die Naturbelassenheit ist deutlich erkennbar
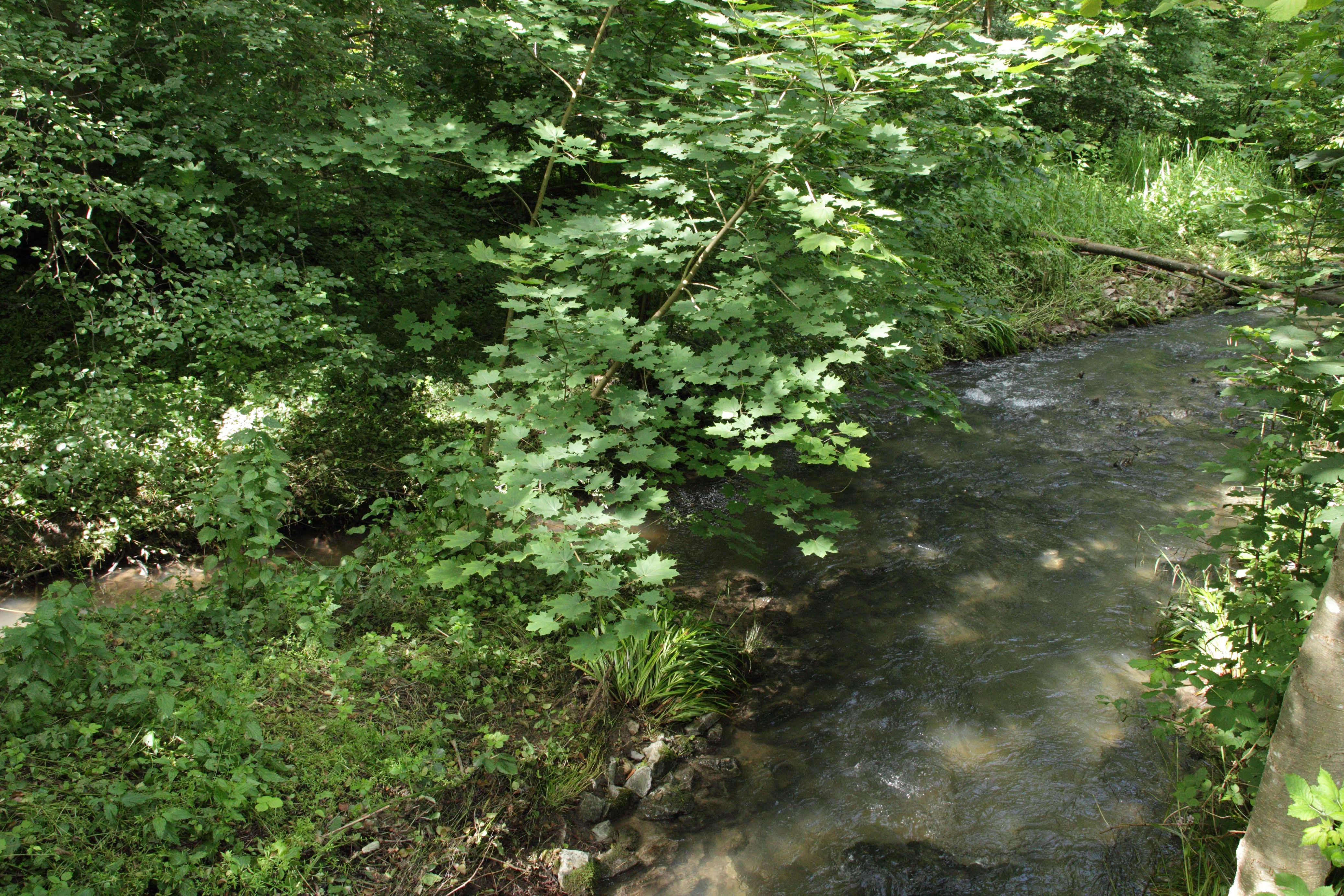
Einmündung des Wattenbaches von links in die Weissach
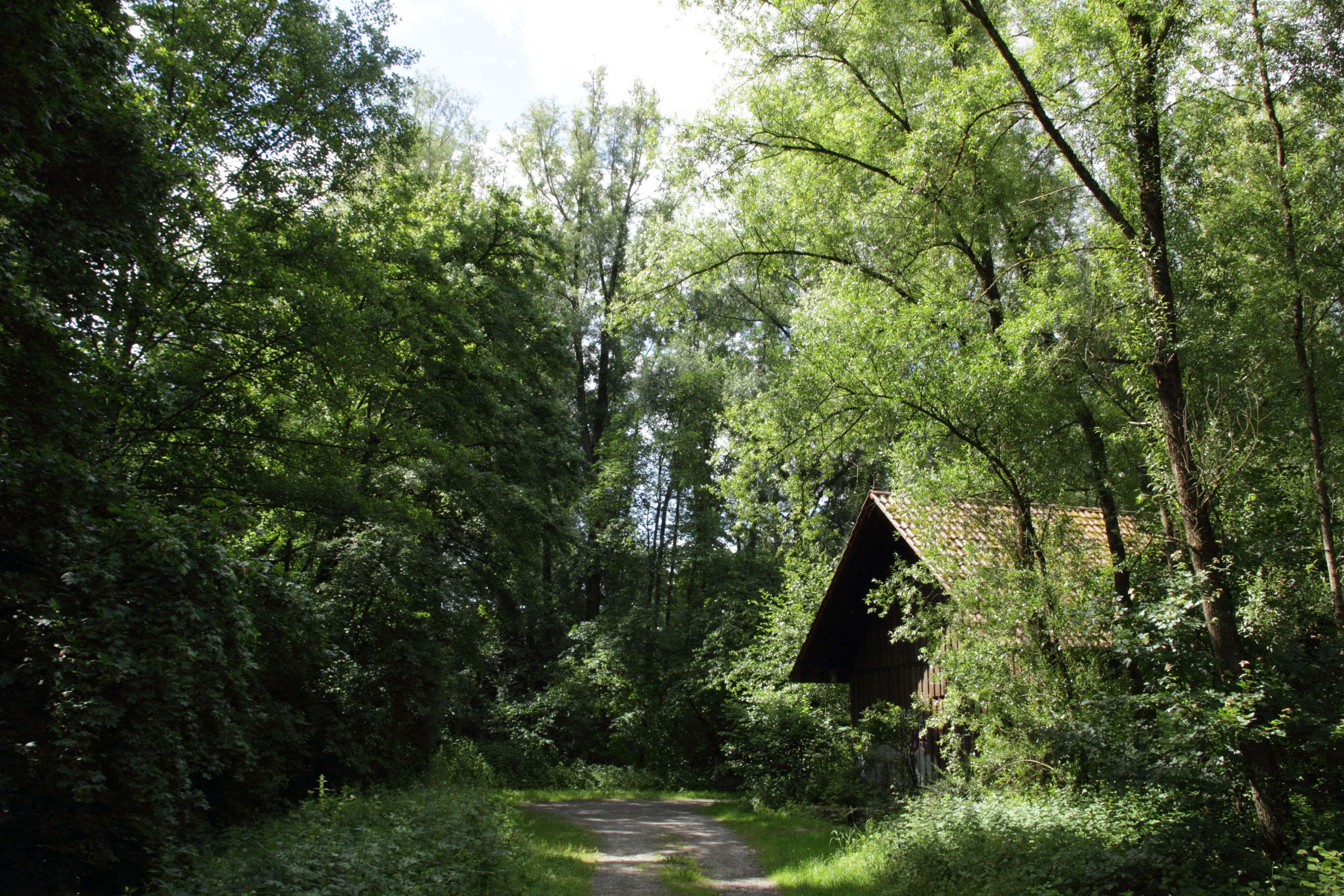
Einblick in das Seegut-Gehölz
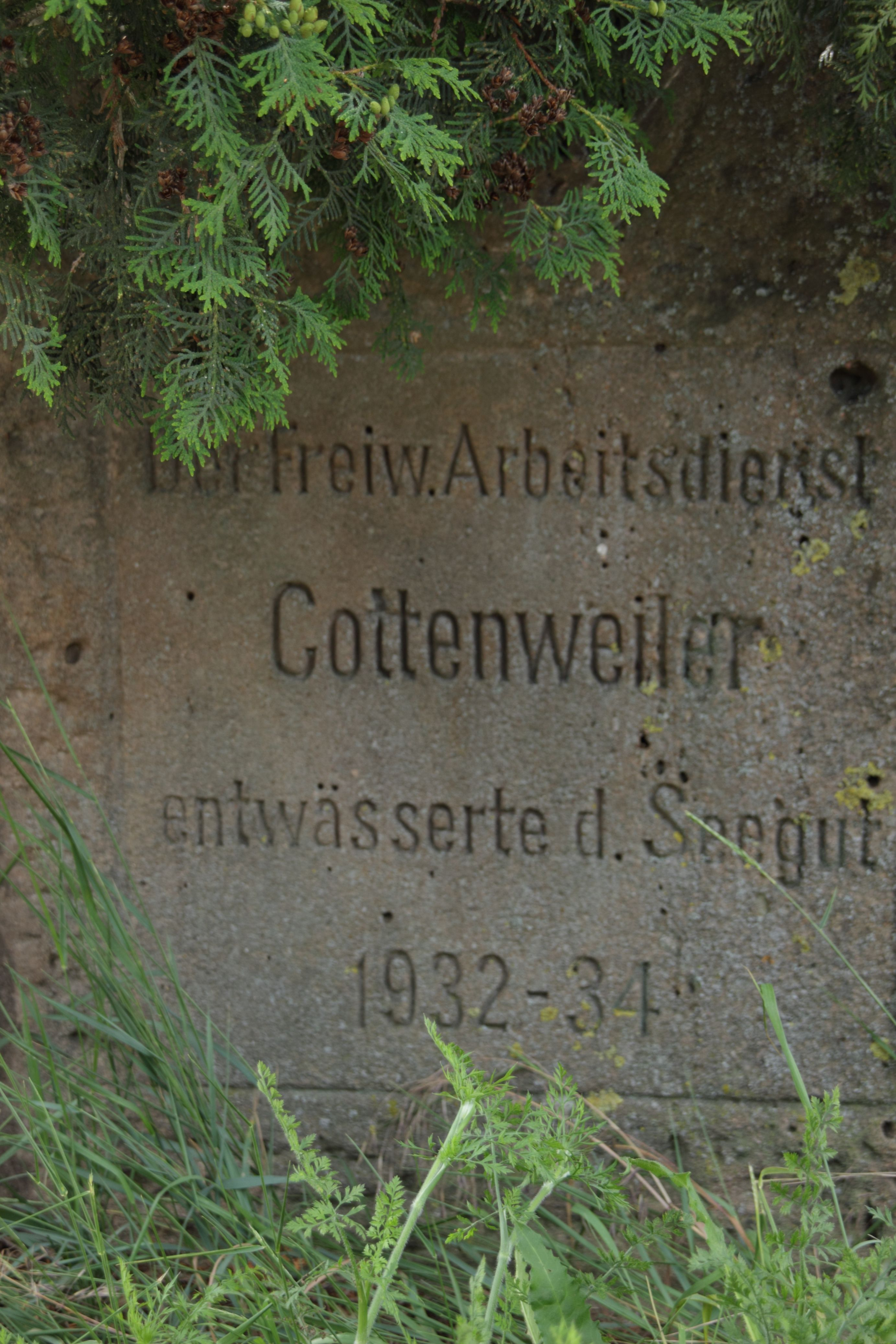
Gedenkstein Trockenlegung Seegut
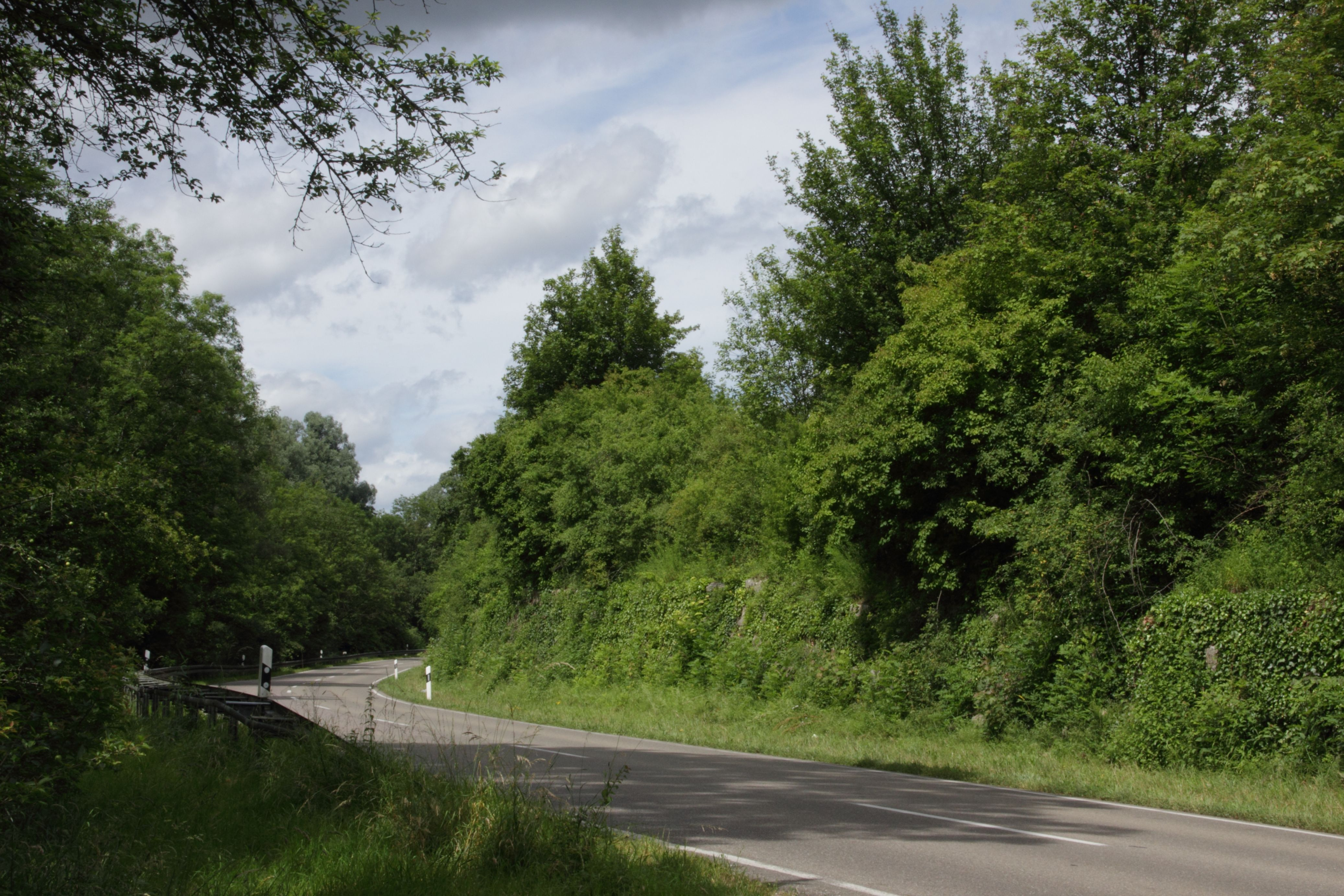
Straße – K 1908 – durch das NSG Seegut-Semmlerberg
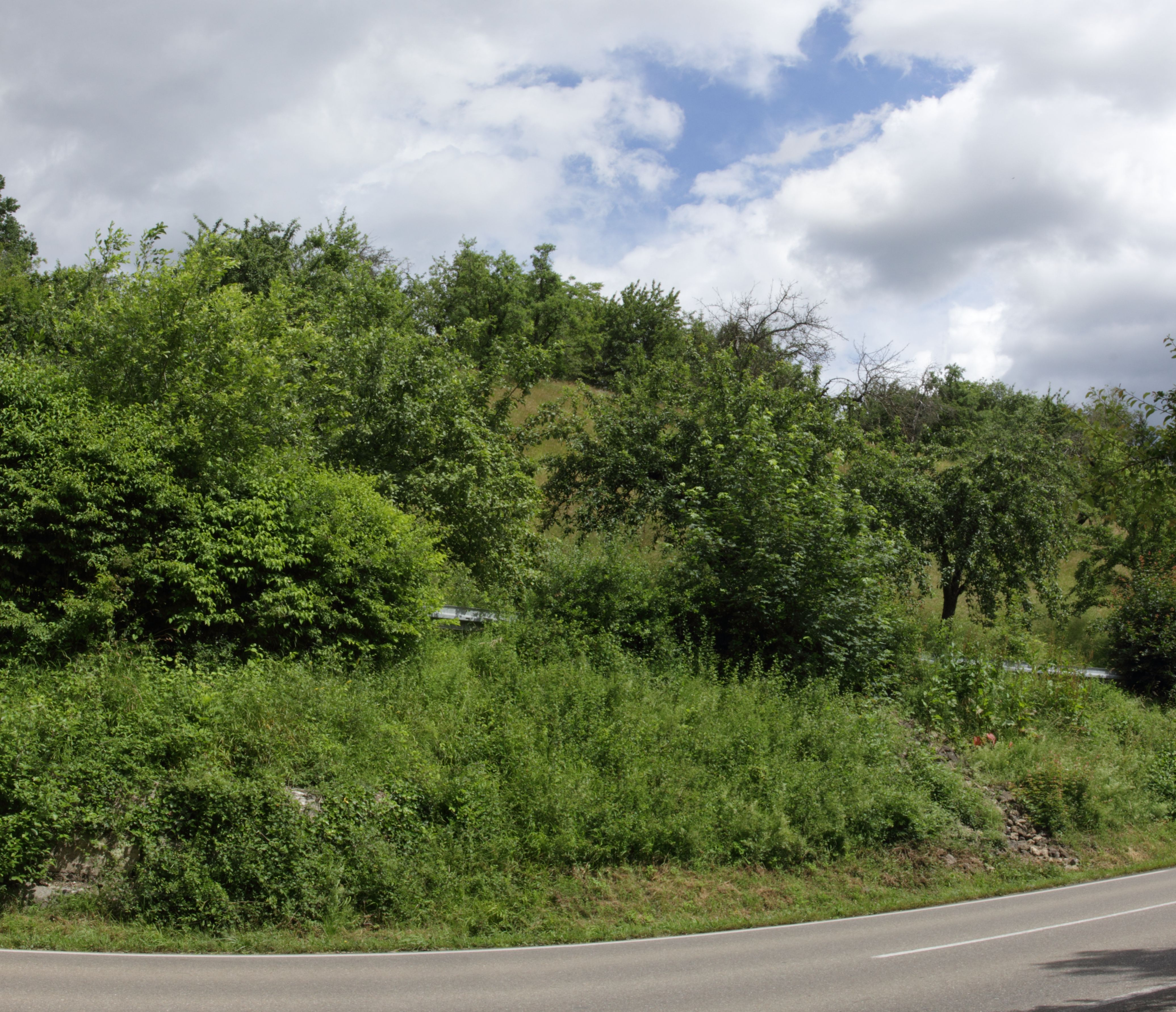
Blick von der Straße K 1908 auf den Semmlerberg
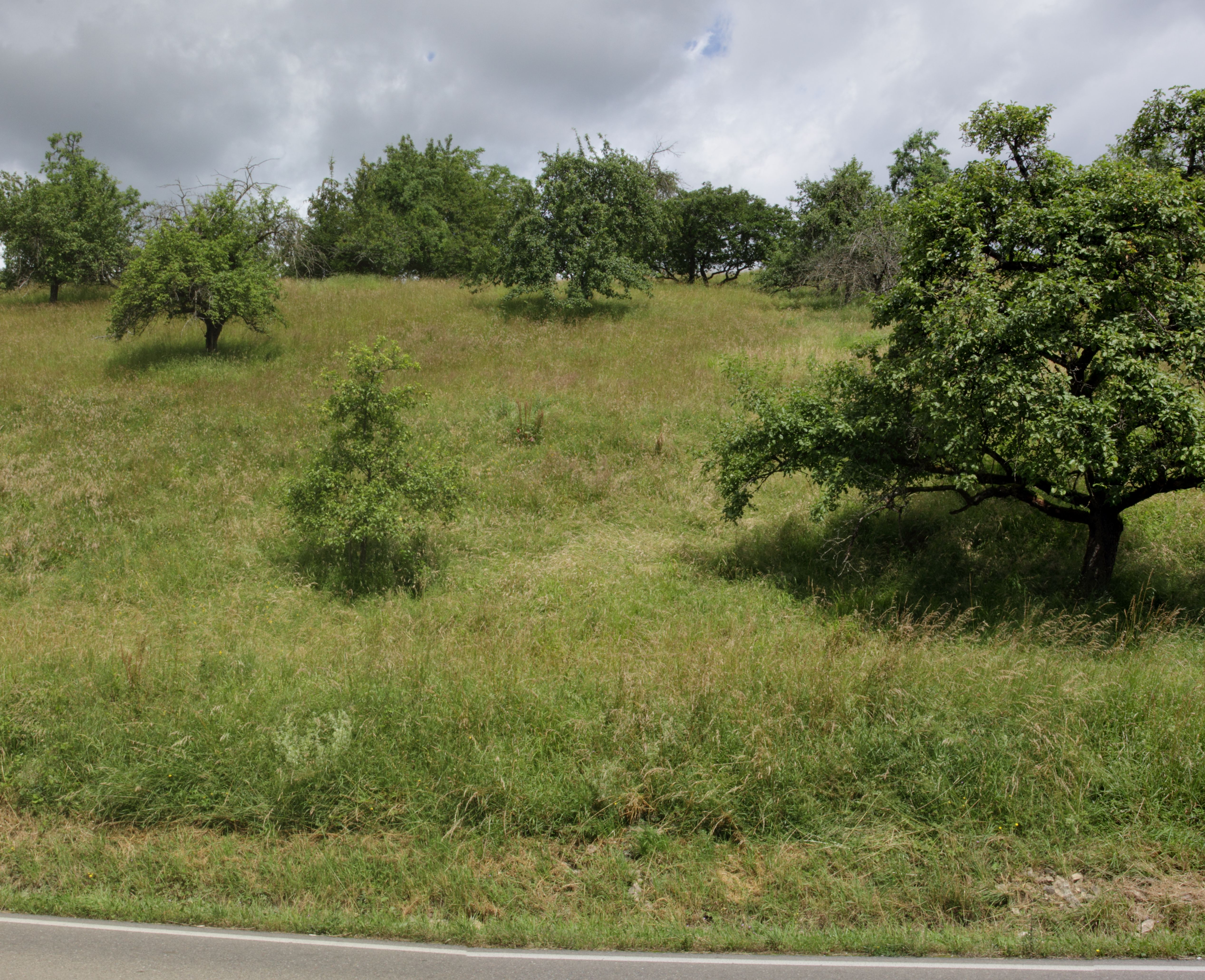
Baumwiese am Semmlerberg von unten
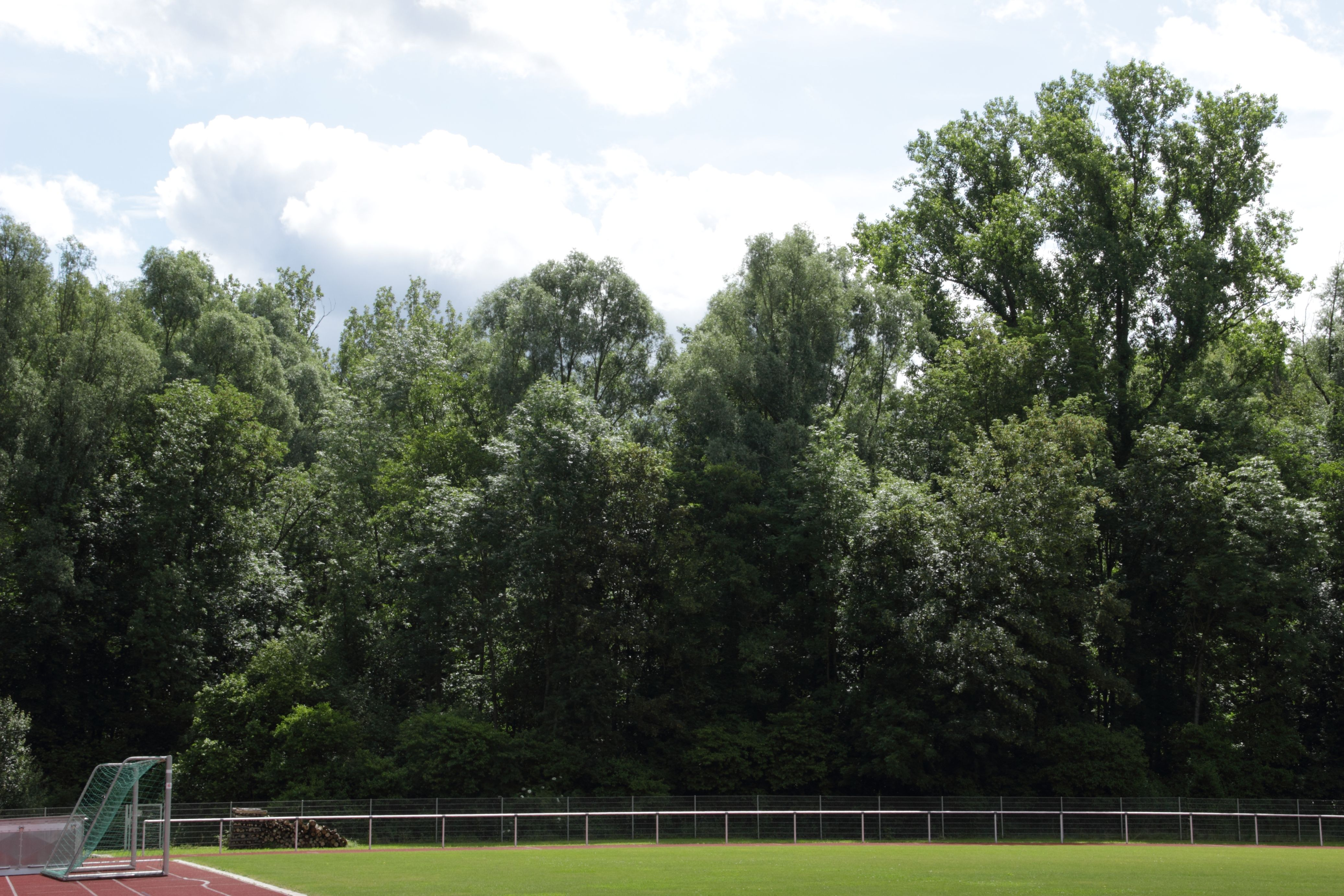
Westlicher Waldrand des Seegut-Gehölzes grenzt an das Schulgelände.
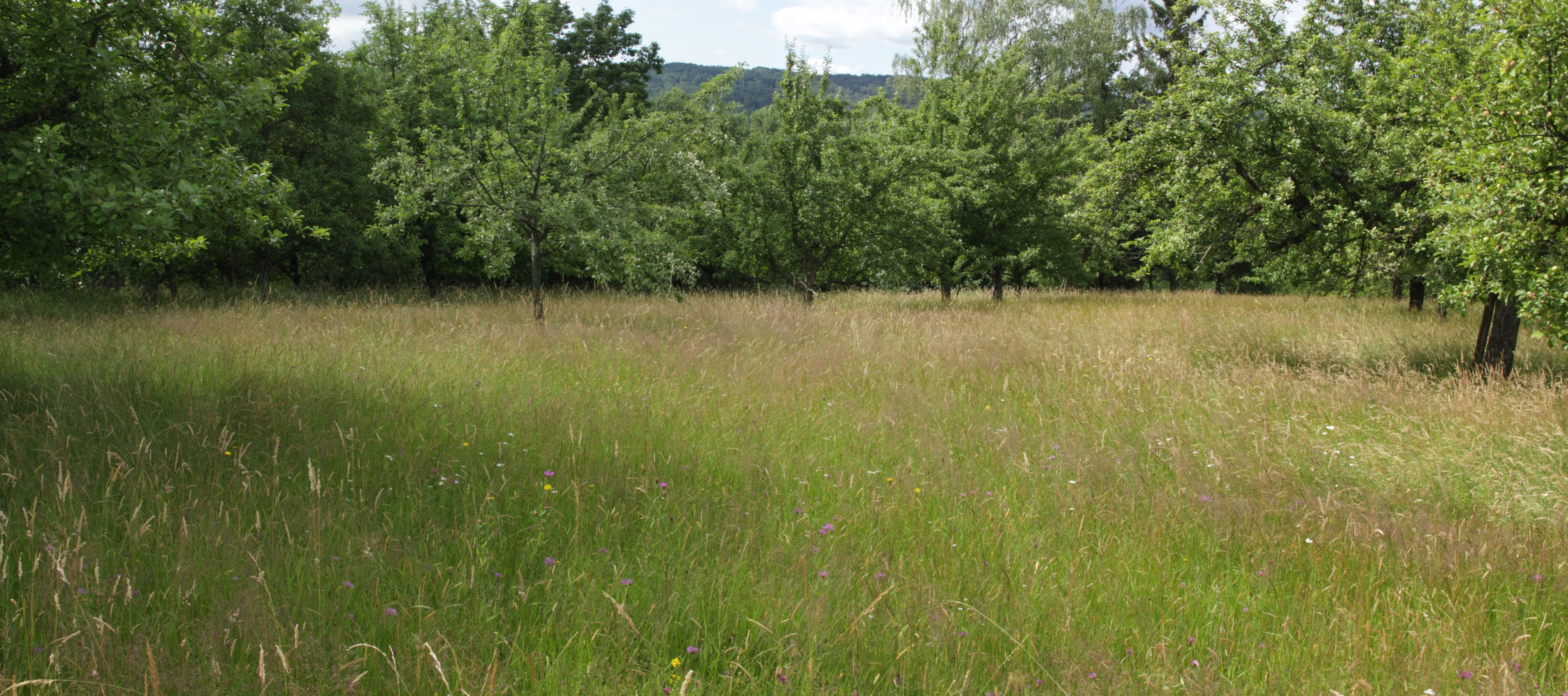
Streuobstwiese oben am Semmlerberg
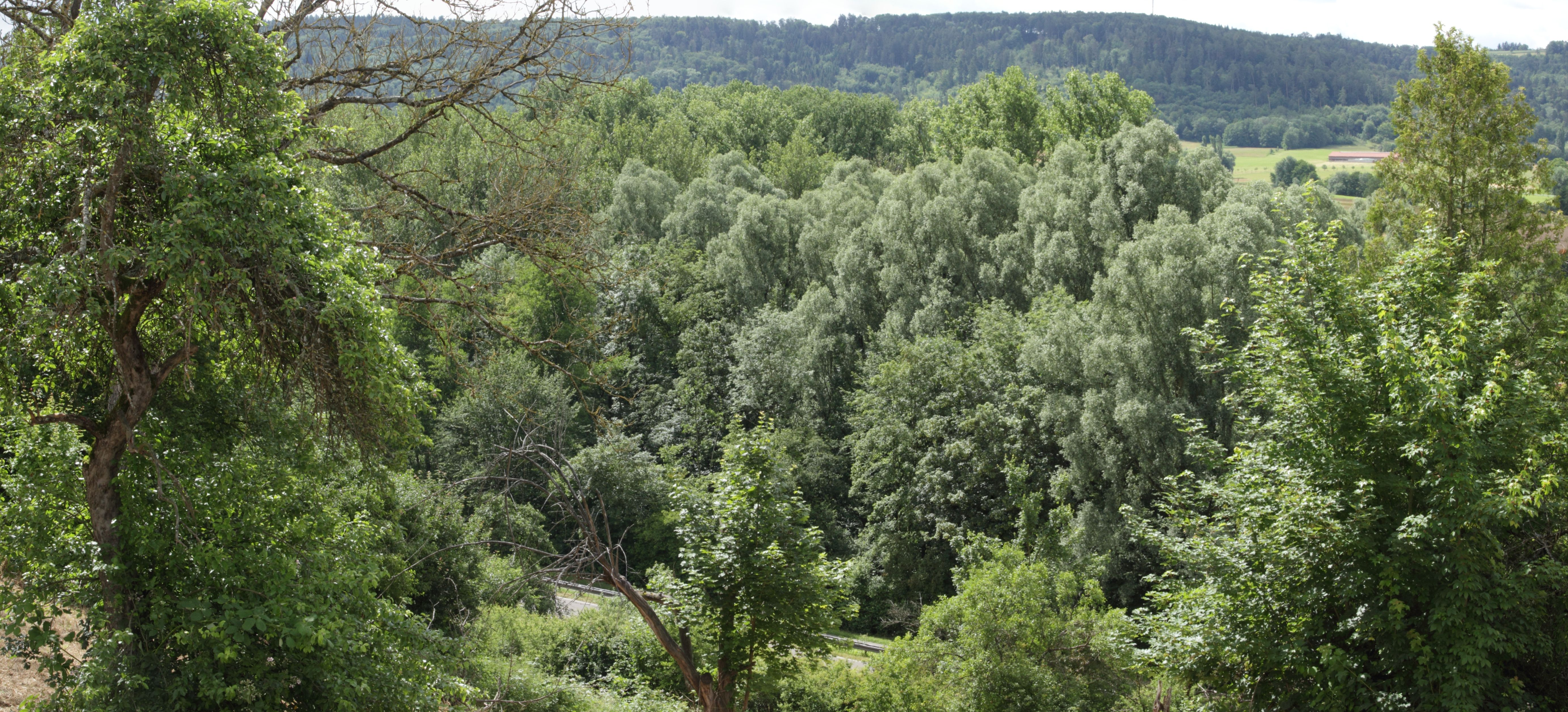
Blick vom Semmlerberg auf das Seegut